# Championnats du monde de pentathlon moderne 1959
Navigation
Édition précédente Édition suivante
Les championnats du monde de pentathlon moderne 1959, neuvième édition des championnats du monde de pentathlon moderne, ont eu lieu en 1959 à Hershey, aux États-Unis.

## Podiums

### Hommes
| Épreuves    | Or                                                                | Argent                                           | Bronze                                                    |
| ----------- | ----------------------------------------------------------------- | ------------------------------------------------ | --------------------------------------------------------- |
| Individuel  | Union soviétique Igor Novikov                                     | Hongrie András Balczó                            | Union soviétique Aleksandr Tarasov                        |
| Par équipes | Union soviétique Igor Novikov Aleksandr Tarasov Nikolay Tatarinov | Finlande Tapio Kare Berndt Katter Väinö Korhonen | États-Unis Leslie Bleamaster George Lambert Robert Miller |